# 農民解放
農民解放是各國共產黨都有提出的政策。

## 中華民國
1927年於中華民國舉辦的江西第一次全省農民代表大會，就有提出「农民解放的要求是些什么？这虽然是各省、区有个大小的区别，然而在整个的日趋破产的中国农村经济，农民的积极的要求不外是下面这几种：一，在经济上要求减轻租谷，减轻利息，及废除各种苛捐杂税；二，在政治上要求乡村的地方自治，反对一班万恶的土豪劣绅把持乡村政权，鱼肉百姓；三，再进一步使农业生产的方法进步，生产力增高。」